# Dhanyal, Bijapur
Dhanyal là một làng thuộc tehsil Bijapur, huyện Bijapur, bang Karnataka, Ấn Độ.